# Heterogramma appialis
Heterogramma appialis là một loài bướm đêm trong họ Noctuidae.